# Enrique Puente Abuín
Enrique Puente Abuín (Lajosa, 8 de diciembre de 1908 - Ciudad de México, 19 de agosto de 1957) fue un militante socialista español, líder de la Juventudes Socialistas de Madrid (JSM) en 1935. Jefe de «La Motorizada» en los meses previos a la Guerra civil española, alcanzó el grado de coronel durante la contienda.

## Trayectoria
Declaró en el juicio contra Francisco Largo Caballero por su participación en los sucesos de la Revolución de 1934 celebrado en noviembre del año siguiente, donde afirmó que Largo Caballero no daba órdenes a las Juventudes Socialistas, organización autónoma.

## La Motorizada
Enrique Puente Abuín, junto a otros militantes pertenecientes al sindicato de UGT de Artes Blancas (panaderos), en su mayoría miembros de las Juventudes Socialistas, fue responsable directo de La Motorizada, escuadrón paramilitar socialista. Todos sus miembros llevaban pistolas y su antecedente fue el Júpiter Sporting Madrileño, cuyas iniciales JSM eran las mismas que las de la Juventud Socialista Madrileña, que fue fundado por Puente y otros hacia 1935. Del JSM nació «La Motorizada». Una de sus primeras actuaciones se produjo en Cuenca, adonde se desplazaron con motivo de la segunda vuelta de las elecciones generales a principios de mayo de 1936. El gobernador civil concedió el carácter de «delegados gubernativos» a los miembros «La Motorizada».
El 17 de mayo miembros de «La Motorizada» escoltaron a Prieto en un mitin celebrado en Ejea de los Caballeros. Allí se dedicaron a acallar los vivas a Largo Caballero y al «Lenin español» que dieron algunos de los asistentes, muchos de ellos miembros de las Juventudes Socialistas Unificadas. En el mitin Prieto volvió a atacar directamente a los caballeristas, impregnados, según él, de un «revolucionarismo infantil». Más importante fue su actuación en el mitin de Écija celebrado el 31 de mayo ya que allí tuvieron que proteger a Prieto del intento de agresión por parte de los caballeristas. Prieto tuvo que abandonar la localidad a toda prisa sin haber podido pronunciar su discurso. Un disparo impactó en una ventanilla del coche en el que se marchaba.

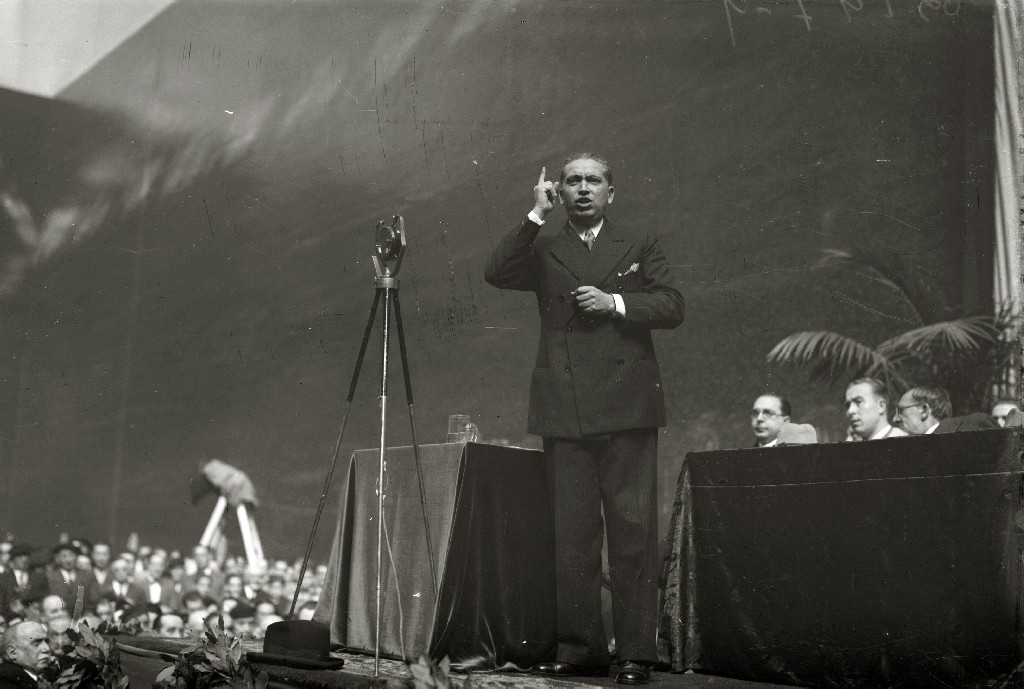
José Calvo Sotelo en un mitin en San Sebastián (1935). Dos miembros de La Motorizada participaron en su asesinato el 13 de julio de 1936: Santiago Garcés y Luis Cuenca (este último fue el que le disparó a bocajarro dos tiros en la nuca).

El hecho más grave protagonizado por miembros de «La Motorizada» antes del inicio de la guerra civil fue la participación de dos de ellos, Luis Cuenca y Santiago Garcés, en el asesinato de Calvo Sotelo. Ambos formaron parte del grupo de guardias de asalto y de milicianos socialistas que bajo el mando del oficial de la Guardia Civil vestido de paisano Fernando Condés —que había sido instructor de «La Motorizada»— sacaron de su domicilio al líder monárquico José Calvo Sotelo y luego lo asesinaron en la madrugada del 13 de julio de 1936 como represalia por el asesinato unas horas antes del teniente de la Guardia de Asalto José del Castillo, que había sido instructor militar de «La Motorizada». Concretamente fue Luis Cuenca quien le disparó a bocajarro dos tiros en la nuca a Calvo Sotelo, falleciendo en el acto.